# Ignazio Messina (armatore)
Ignazio Messina (Genova, 28 maggio 1903 – Genova, 12 ottobre 1982) è stato un imprenditore e armatore italiano, fondatore e proprietario della compagnia di navigazione Ignazio Messina & C..